# Dobroedzja

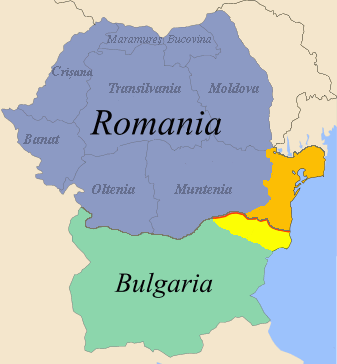
De noordelijke Dobroedzja (oranje) en de zuidelijke (geel).

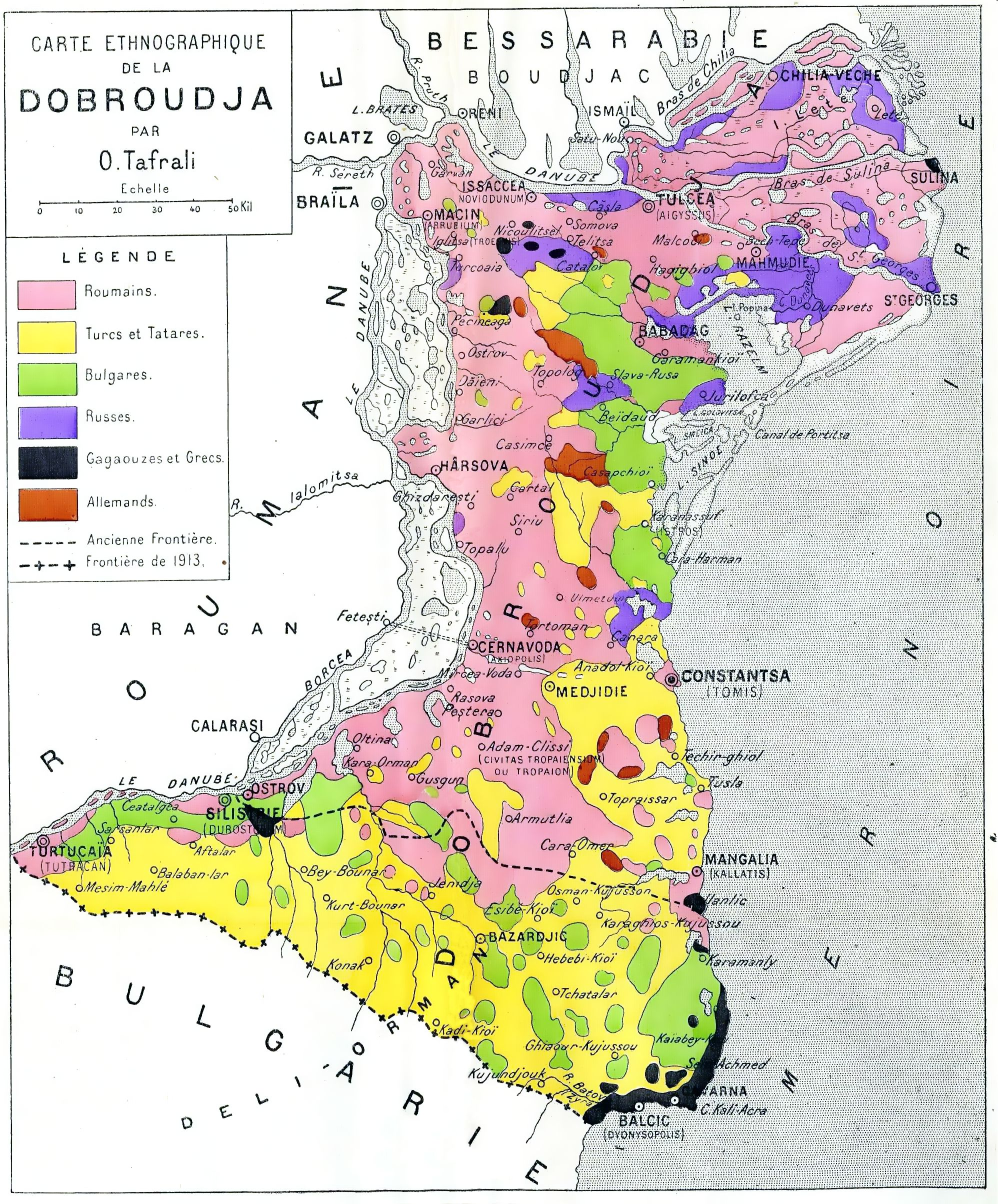
De Dobroedzja in 1918, etnografisch.

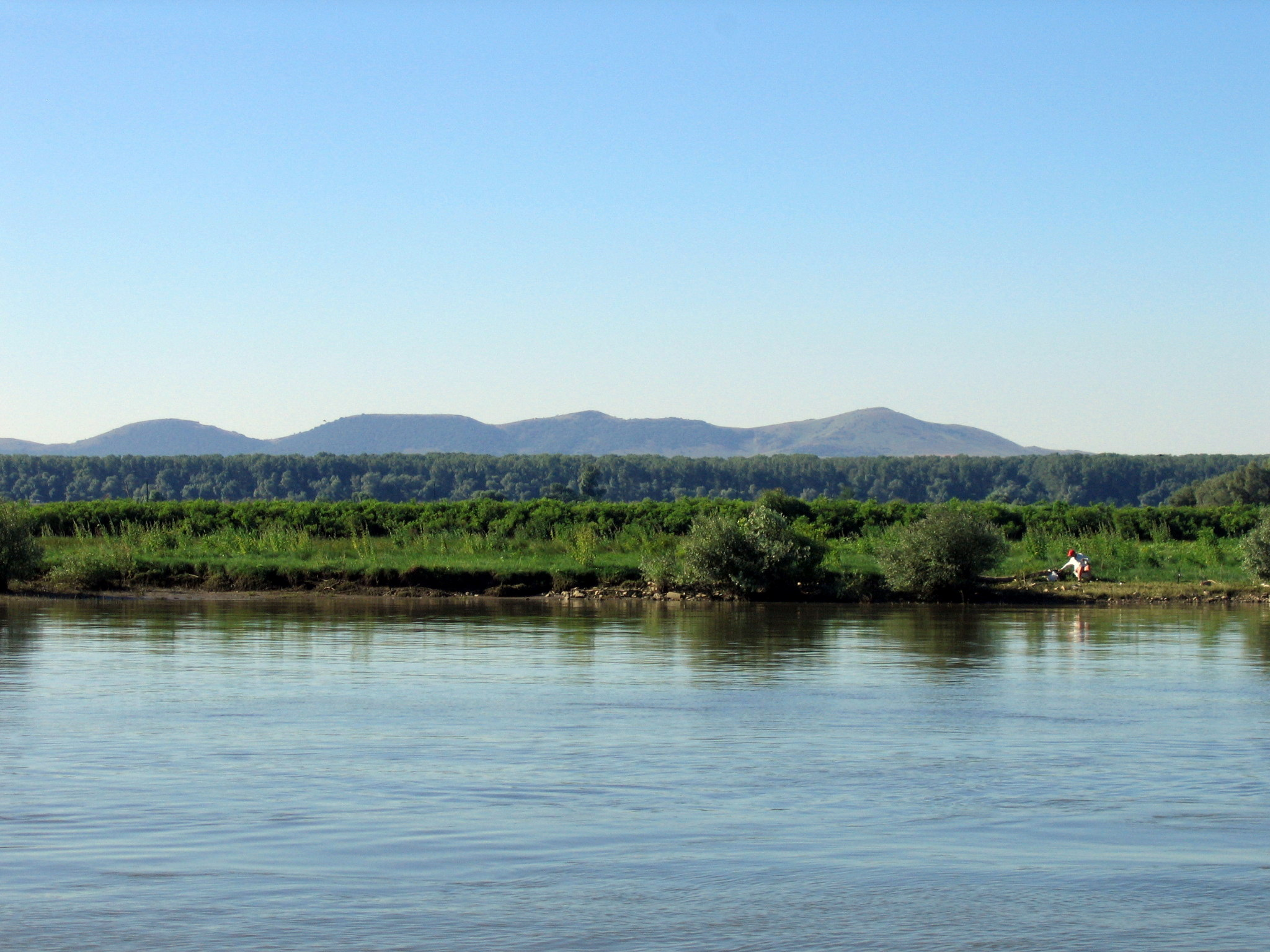
De Donaudelta

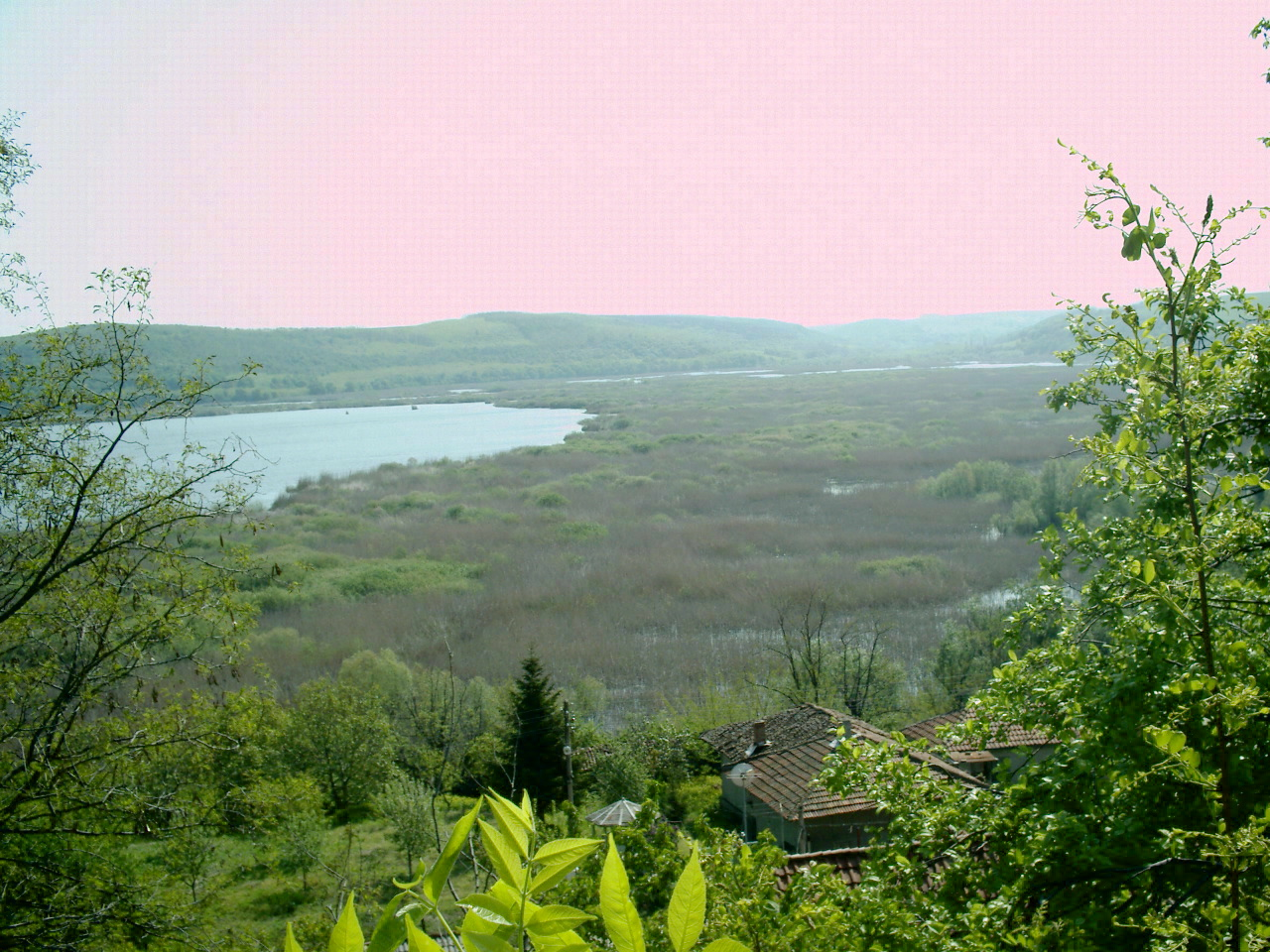
Landschap bij Silistra (Bulgarije)

De Dobroedzja (Roemeens: Dobrogea; Bulgaars: Добруджа, Dobroedzja; Turks: Dobruca) is een historische regio in Zuidoost-Europa, gelegen tussen de benedenloop van de Donau en de Zwarte Zee. De uiterste punten zijn de Donaudelta in het noorden en Kaap Kaliakra in het zuiden. Het grootste deel van het gebied ligt in Roemenië en is het enige deel van dat land dat geografisch tot het Balkanschiereiland behoort. Een kleiner deel is Bulgaars. De grootste stad is Constanța.
Het Roemeense deel, de noordelijke Dobroedzja, bestaat uit de districten Constanţa en Tulcea, heeft een oppervlakte van 15.500 km² en telt bijna 1 miljoen inwoners. Het Bulgaarse deel, de zuidelijke Dobroedzja (Roemeens: Cadrilater) bestaat uit de oblasten Dobritsj en Silistra, heeft een oppervlakte van 7565 km² en telt 350.000 inwoners.
Naar wordt aangenomen dankt de Dobroedzja haar naam, net als bijvoorbeeld het aangrenzende Bessarabië, aan een vroegere heerser over het gebied: Dobrotitsa zwaaide er in de 14de eeuw de scepter. Naar deze despoot is veel later ook de stad Dobritsj genoemd.

## Geografie
Afgezien van de moerassige Donaudelta in het noordoosten en de kuststreek is de Dobroedzja heuvelachtig, met een gemiddelde hoogte van 200-300 meter. Het hoogste punt is de Țuțuiatu, in het Măcingebergte. Deze ligt in de Roemeense Dobroedzja, die grotendeels wordt ingenomen door het Dobroedzjaplateau. Het zuiden behoort grotendeels tot de heuvelachtige Loedogorie en is aan de kust eveneens vlak.

## Geschiedenis
De latere Dobroedzja heette in de Romeinse tijd Scythia Minor. De oorspronkelijke bewoners van de Dobroedzja waren Daciërs en Kelten, maar zij werden verdrukt door de binnenvallende Scythen. In de 7de eeuw v.Chr. stichtten de Grieken verschillende koloniesteden aan de kusten van de Zwarte Zee, zoals Tomi en Histria. In de 4e eeuw v.Chr. werd het gebied door de Scythen geplunderd en bezet. In 339 v.Chr. werd de Scythische koning Atheas door Philippus II verslagen en werd de streek door het Macedonische Rijk ingelijfd. In 29 v.Chr. veroverden de Romeinen de hele regio en voegden Scythia Minor bij de provincie Moesia, later Moesia inferior. Onder Diocletianus kwam het in het diocees van Thracië te liggen. Na de ondergang van het West-Romeinse Rijk bleef het gebied in Oost-Romeinse handen. In deze periode trokken de Boelgaren het gebied binnen.
In 1419 veroverde Mehmet I de Dobroedzja, waarna het gebied ook tot de 19e eeuw Turks bleef. De Dobroedzja werd, samen met de sandjak van Silistra, een Ottomaanse udj (aan andere landen grenzende provincie), als onderdeel van Roemelië, zoals het Europese deel van het Ottomaanse rijk werd genoemd. De Dobroedzja bleef Turks tot de Russisch-Turkse Oorlog van 1878, toen het gebied grotendeels in Roemeense handen kwam (Verdrag van San Stefano). Roemenië kreeg hiermee een kuststrook aan de Zwarte Zee waar het de zeehavenstad Constanta zou gaan ontwikkelen. Het verloor daarbij wel Zuid-Bessarabië aan Rusland, de staat die het verdrag dicteerde. Het zuidelijke gedeelte kwam aan het nieuw gevormde koninkrijk Bulgarije. Zowel Roemenië as Bulgarije begonnen meteen de bevolking in het hun toegevallen deel te nationaliseren. De meerderheid van Turken en Tataren werd onder druk gezet om te verdwijnen (naar Ottomaans gebleven gebieden). Hun politieke en eigendomsrechten werden beperkt of opgeheven. Grote aantallen Roemeense en zelfs Duitse kolonisten werden met privileges aangetrokken om in het noorden hun plaats in de nemen. Boelgaarse kolonisten deden dat in het zuiden, waar overigens nog wel een aanzienlijke Turks-Tataarse meerderheid bleef bestaan.  
Na de Tweede Balkanoorlog verwierf Roemenië ook de Bulgaarse zuidelijke Doebroedzja (Vrede van Boekarest), 1913). Maar niet voor lang want even later, tijdens de Eerste Wereldoorlog, heroverden het Bulgaarse leger de gehele Dobroedzja (inclusief Constanța, (1916), waarna het Verdrag van Boekarest (1918) het zuiden weer aan Bulgarije toewees. Een jaar later kwam de gehele Dobroedzja bij het Verdrag van Neuilly toch weer terug aan Roemenië. De eerdere succesvolle roemenisering van het noorden probeerde Roemenië nu te herhalen in het zuiden maar daar was de weerstand te groot om tot een snel succes te kunnen leiden.
Tot de Tweede Wereldoorlog bleef dit voor Bulgarije belangrijke gebied (een traditionele graanschuur en bovendien het achterland van de havenstad Varna) Roemeens. De grootste minderheidsgroepen waren destijds de Bulgaren en de Turken. De asmogendheden zorgden er in 1940 (Verdrag van Craiova, 7 september) voor dat Roemenië weer ten behoeve van Bulgarije afstand moest doen van de zuidelijke Dobroedzja. Aansluitend vond er een Roemeens-Bulgaarse bevolkingsuitruil plaats, waarbij circa 100.000 Roemenen en 60.000 Bulgaren werden gedwongen hun woonplaatsen te verlaten. De grens van 1940 werd na de Tweede Wereldoorlog dan ook gehandhaafd.
In de Dobroedzja bevindt zich de oudste spoorlijn van de Balkan. De lijn tussen Cernavoda en Constanța werd in 1860, dus nog onder Turks bewind, geopend.

## Bevolking
De bevolking van de Dobroedzja is van oudsher zeer gemengd, al is de bevolking aan beide kanten van de grens in de 20e eeuw aanmerkelijk homogener geworden. Sinds de bevolkingsuitruil van 1940 hebben Roemenië en Bulgarije nauwelijks meer wederzijdse minderheden. Ruim 90% van de inwoners van de noordelijke Dobroedzja is Roemeens en bijna 70% van die van de zuidelijke is Bulgaars. Andere minderheden in het gebied zijn Krim-Tataren, Nogai, Joden, Grieken, Turken, Gagaoezen, Armenen, Vlachen, Roma en Russischtalige Lipovanen. De Dobroedzja-Duitsers zijn sinds 1940 nagenoeg verdwenen.
Onderstaande tabel vermeldt de resultaten van de recentste Roemeense en Bulgaarse volkstellingen (voor resp. de districten Tulcea en Constanța en de districten Silistra en Dobritsj). Deze vonden in 2002 en in 2001 plaats. Hoewel de gegevens dus niet op hetzelfde moment zijn verzameld, zijn de resultaten in de eerste tabel niettemin het resultaat van de optelling van beide.
| Etnische groep | Dobroedzja | Dobroedzja | Noordelijke Dobroedzja | Noordelijke Dobroedzja | Zuidelijke Dobroedzja | Zuidelijke Dobroedzja |
| Etnische groep | Aantal     | Percentage | Aantal                 | Percentage             | Aantal                | Percentage            |
| -------------- | ---------- | ---------- | ---------------------- | ---------------------- | --------------------- | --------------------- |
| Totaal         | 1.328.860  | 100,00%    | 971.643                | 100,00%                | 357.217               | 100,00%               |
| Roemenen       | 884.211    | 66,58%     | 883.620                | 90,94%                 | 57                    | 0,02%                 |
| Vlachen        | *          | *          | *                      | *                      | 534                   | 0,15%                 |
| Bulgaren       | 248.517    | 18,70%     | 135                    | 0,01%                  | 248.382               | 69,53%                |
| Turken         | 104.572    | 7,87%      | 27.580                 | 2,84%                  | 76.992                | 21,55%                |
| Tataren        | 23.409     | 1,76%      | 23.409                 | 2,41%                  | 4.515                 | 1,26%                 |
| Roma           | 33.422     | 2,52%      | 8.295                  | 0,85%                  | 25.127                | 7,03%                 |
| Russen         | 22.495     | 1,69%      | 21.623                 | 2,23%                  | 872                   | 0,24%                 |
| Grieken        | 2.326      | 0,18%      | 2.270                  | 0,23%                  | 56                    | 0,02%                 |

* In Roemenië worden de Vlachen als Roemenen beschouwd. Bulgarije beschouwt hen als afzonderlijke etnische groep.

### Historische bevolkingssamenstelling
In het jaar 1878 werd de eerste moderne volkstelling gehouden in Noord Dobroedzja. Hieruit is de originele meer gemengde samenstelling van de bevolking goed duidelijk. Het gebied is als voormalige Ottomaans gebied een mozaïek van volkeren. 
- Tataren 71.146 (31.5%)
- Turken 48.783 (21.6%)
- Roemenen 46.504 (21%)
- Bulgaren 30.177 (13.3%)
- Russen (Lipovanen) 12.748 (5.6%)

Totaal = 225.692 (1878)   
21 jaar na deze volkstelling van 1878 was de bevolkingssamenstelling in 1899 behoorlijk verschoven in het voordeel van de Roemenen. Hun aantal was meer dan verdubbeld naar 118.919 personen, 46% van de totale bevolking. Het aantal Turken en Tataren was enorm afgenomen, deze werden veelal verdreven naar Ottomaanse gebieden. Er waren nog 12.146 Turken (4% van de bevolking) en 28.670 Tataren (11% van de bevolking). 